# Aksamitník rozkladitý
Aksamitník rozkladitý (Tagetes patula) je nenáročná, hojně rozšířena zahradní i truhlíková letnička. Je jedním z nejčastěji zplaňujících druhů rodu aksamitník, které se ze zahrad příležitostně dostávají do české přírody.

## Rozšíření
Druh pochází ze středního Mexika a jako okrasná rostlina začal být pěstován nejprve v Severní Americe a od 16. století i v Evropě. Odtud byl šířen do mnoha oblastí v mírném a subtropickém pásu, kde nacházel vhodná prostředí k růstu. Občas za pomoci semen zplaňuje z uzavřených prostor do přírody.

## Ekologie
Na kvalitu půdy není příliš náročný, nesmí však být trvale vlhká a ulehlá, snáší spíše sucho. Na úživnosti půdy ovšem záleží velikost rostliny i množství květů. Pro zdárné kvetení potřebuje dostatek slunce, přes polední letní žár mu nevadí lehké zastínění. Pokud se dostane mimo zahradu, obvykle roste v okolí lidských sídel, podél cest a vodních toků nebo na rumištích a skládkách. Rostliny nesnáší mráz a kvetou od konce června do října.

## Popis
Jednoletá bylina s přímou, do stran větvenou lodyhou vysokou 10 až 50 cm. Lodyha, občas fialově až hnědočerveně naběhlá, je porostlá listy vespod vstřícnými a výše střídavými. Listy s krátkými a plochými řapíky mají čepele lichozpeřené, jejich ku vřetenu přisedlé lístky jsou obkopinaté, konečný lístek je širší a po obvodě jsou všechny hrubě pilovité. Listy obsahují silice a jsou po rozemnutí silně aromatické; mnohým je tato vůně nepříjemná.
Na koncích lodyh vyrůstají jednotlivé květní úbory o průměru 3 až 5 cm. Ve středu úboru rostou trubkovité, oboupohlavné květy u báze srostlé a na vrcholu pěticípé. Po obvodě úboru vyrůstají jazykovité, paprskující samičí květy barvy žluté až hnědočervené. Válcovitý nebo zvonkovitý zákrov je tvořen jednou řadou téměř srostlých listenů.
Plody jsou heterokarpické nažky s chmýrem, z okrajových květů jsou ploché, prohnuté, kratší a širší (8 × 1,2 mm), z vnitřních květů jsou čtyřboké, rovné, delší a užší (10 × 0,8 mm). Chmýr má tři až pět šupin u báze srostlých a jednu volnou vybíhající do 10 mm dlouhé osiny. Nažka je krátce chlupatá, má osm žeber, tmavě hnědou až černou barvu a v místě připojení chmýru je světle hnědá.

## Význam
Aksamitník rozkladitý je jedna z nejméně náročných, dlouho kvetoucích letniček a hojně se vysazuje do malých záhonků v zahradách i na velké plochy v parcích a okrasných plochách. Rozmnožuje se nažkami, které si podržují klíčivost až čtyři roky. Mladé rostlinky jsou choulostivé na chlad, nažky se proto vysévají na záhon až po pominutí nebezpečí mrazu, nebo se pro včasnější kvetení předpěstovávají ve sklenících. Existuje množství vyšlechtěných kultivarů, nízkých neb vysokých, s květy jednoduchými či plnokvětými, které se podle typů květů rozdělují na aksamitníky karafiátové a chryzantémové.
Sušené květy jsou používány jako náhrada šafránu při barvení potravin na žluto. Z kvetoucí rostliny se destiluje esenciální olej používány v kosmetice. Kořeny starších rostliny vylučují insekticidní látky účinné proti půdním háďátkům a vůně listů odpuzuje molice. Rostliny jsou naopak pochoutkou pro slimáky.

## Kultivary
Nejčastěji pěstované kultivary, jejich barva květů a výška:
- 'Bonanza Bee' – mahagonové se žlutým lemem – výška 30–35 cm
- 'Bonanza Bolero F1' – žlutooranžové s oranžovým žíháním – 30–35 cm
- 'Bonanza Flame' – mahagonové s oranžovým lemem – 30–35 cm
- 'Carmen' – červené se žlutým středem – 25 cm
- 'Ground Control' – žluté – 70 cm
- 'Juliette' – zlatožluté s červeným žíháním – 20 cm
- 'Lemon Drop' – citronově žluté – 25 cm
- 'Maugli' – oranžové – 15 cm
- 'Mr. Majestic' – červenožluté s podélnými pruhy – 35 cm
- 'Petit oranžový' – oranžové – 20 cm
- 'Petit směs' – směs barev žluté, červené a oranžové – 25 cm
- 'Petit žlutý' – citrónově žluté – 20 cm
- 'Tiger eyes' – zlatožlutý střed, mahagonový okraj – 20 cm.[7]

## Galerie

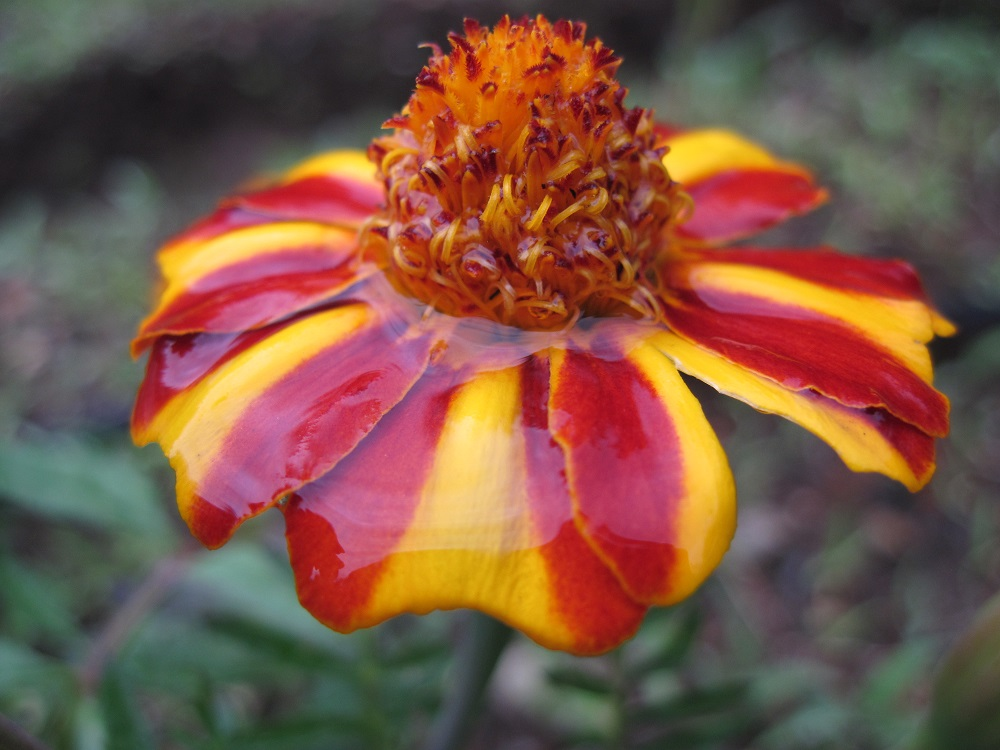
Kultivar 'Mr. Majestic'
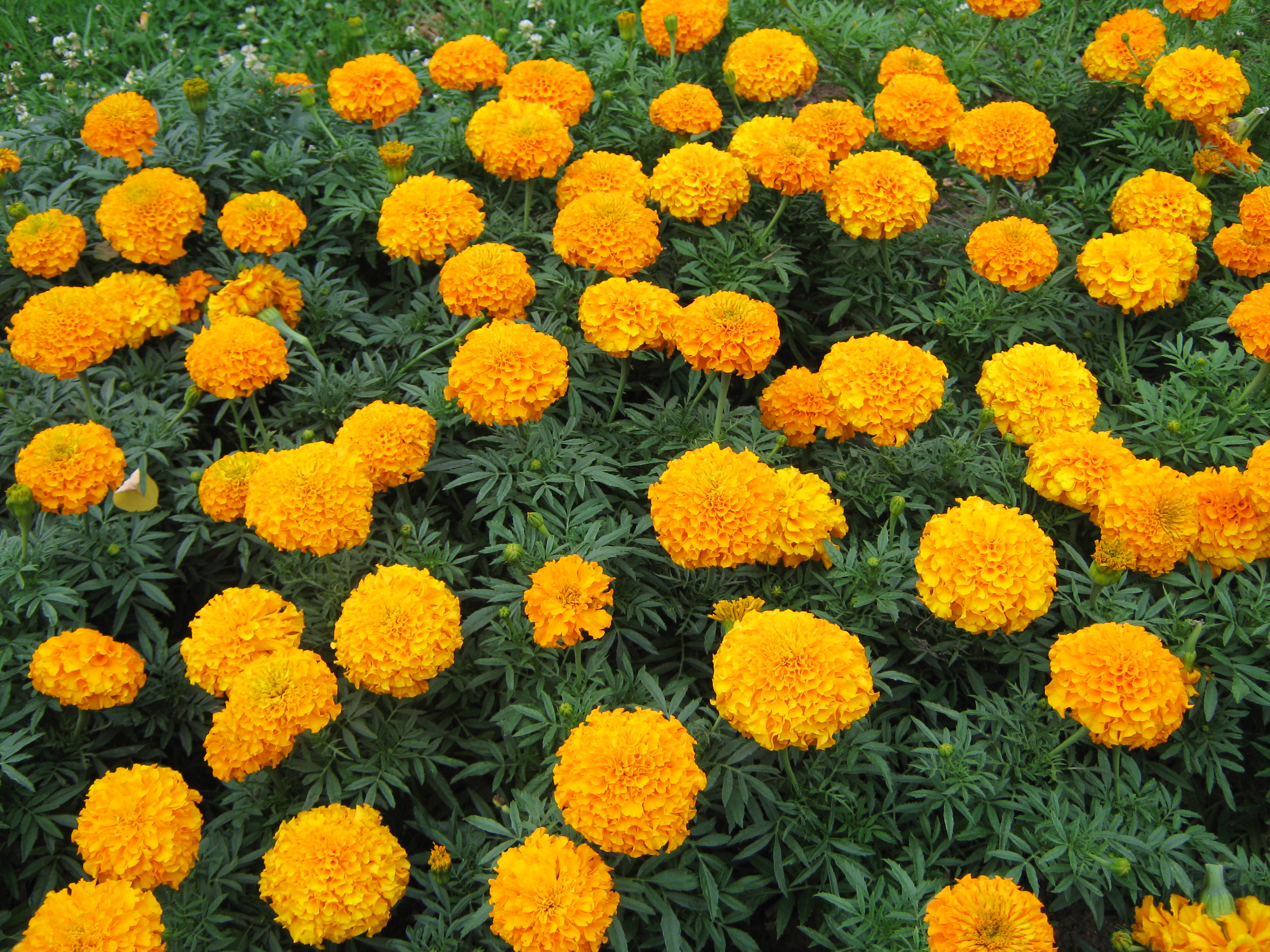
Záhon plnokvětých kultivarů
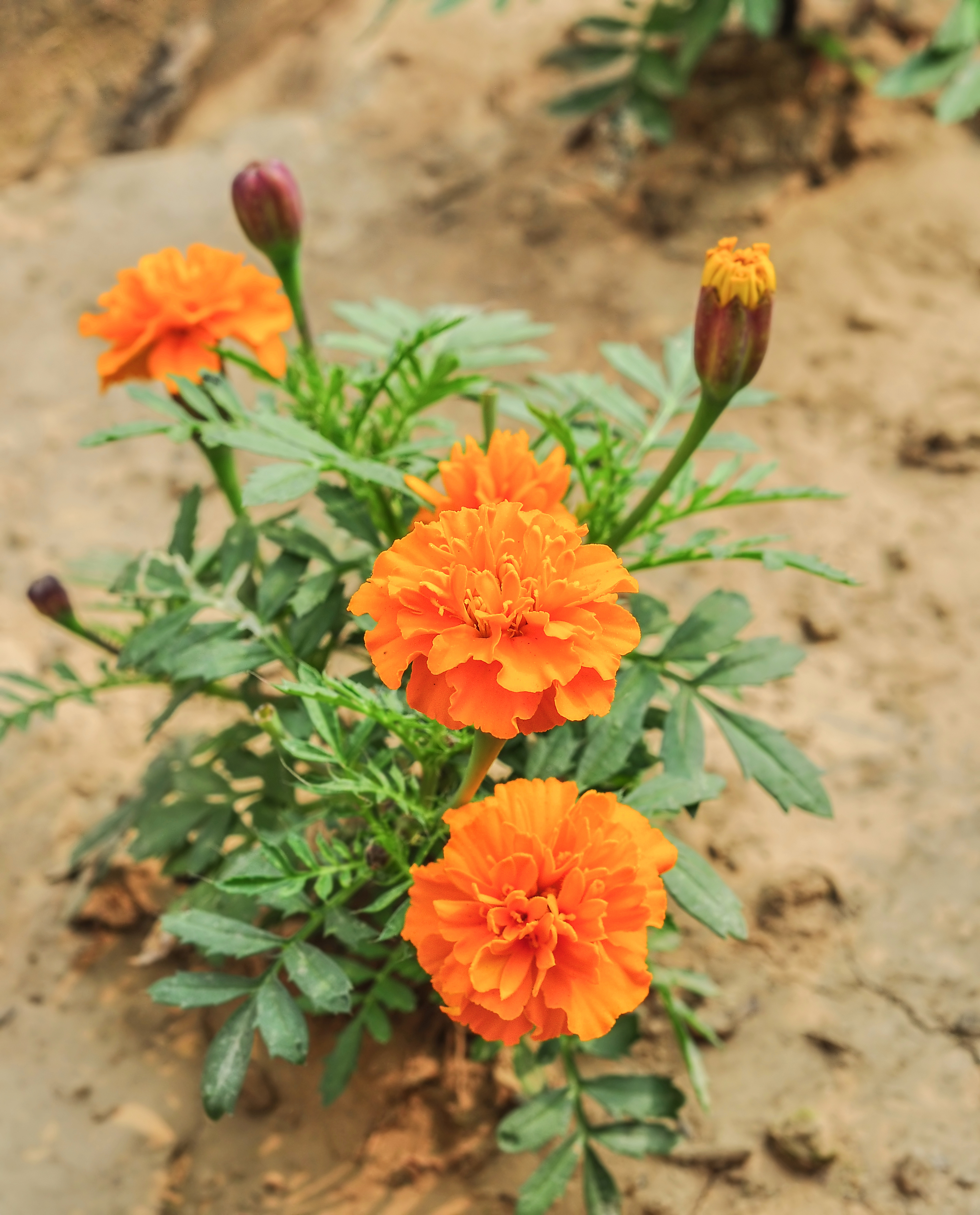
Mladá rostlina
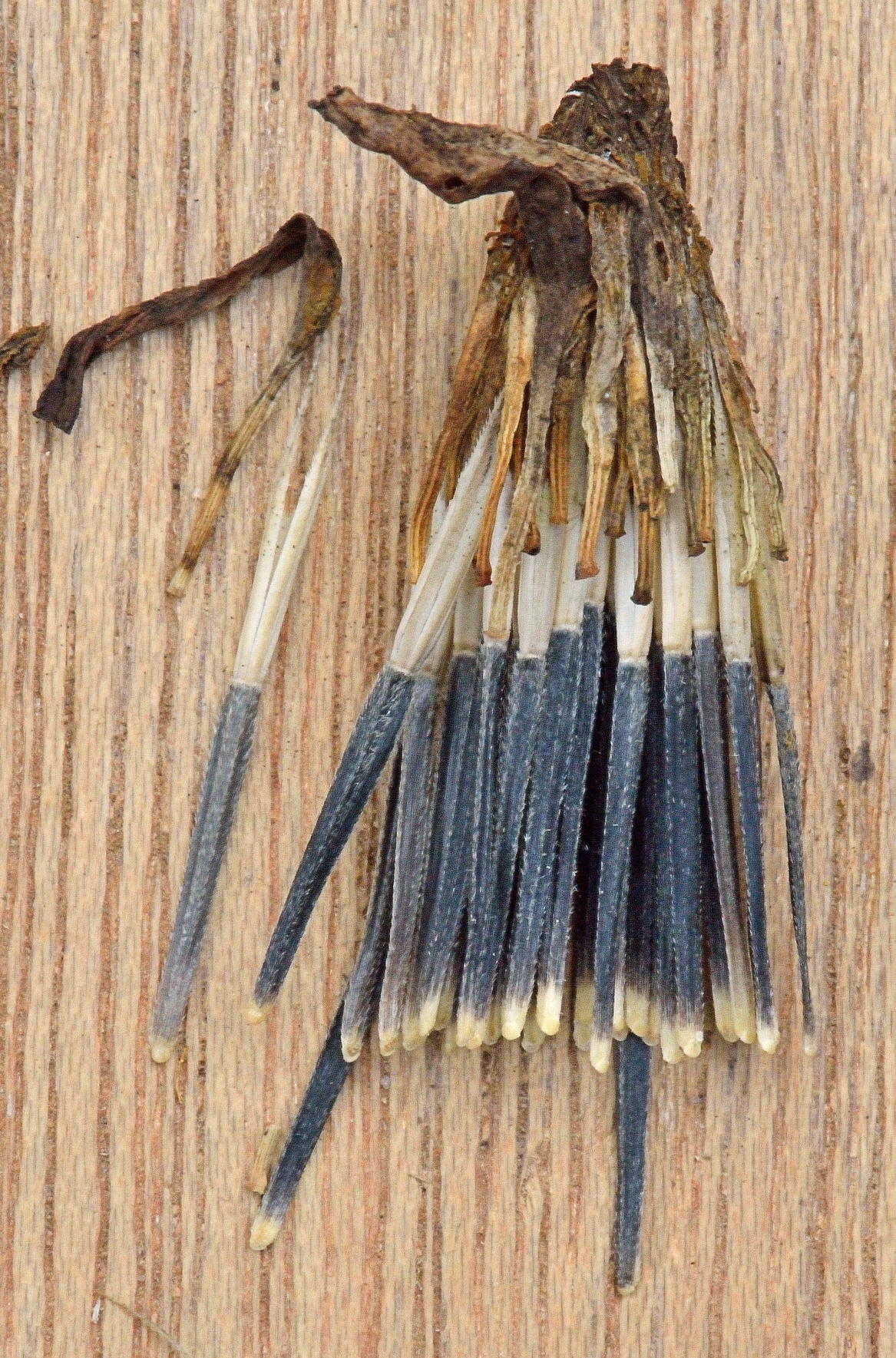
Nažka s chmýrem a suchým okvětím